# Mary Carey
Mary Ellen Cook (Cleveland, Ohio; 15 de junio de 1980), más conocida como Mary Carey, es una actriz pornográfica estadounidense. Su nombre se debe a la cantante Mariah Carey.
Además de actriz porno, es conocida por haber sido candidata a gobernadora del estado de California (Estados Unidos) en 2003.[cita requerida]

## Biografía
Mary Carey nació en una familia humilde de Cleveland, Ohio. Su madre era esquizofrénica y su padre tenía parálisis cerebral. Carey se mudó de Ohio a Florida cuando tenía siete años, y estudió ballet y baile hasta los 19 años de edad. En 1998, Carey se graduó de la preparatoria de iniciativa privada en Fort Lauderdale. A los 19 años, empezó a participar en el equipo de animadoras de la universidad, pero abandonó porque tenía "demasiado pecho". Después de ser parte del equipo durante un año, empezó a trabajar como bailarina exótica logrando ya grandes congregaciones por sus actuaciones en los bares de estriptis de Tampa, Florida.
En abril de 2005, fue arrestada en relación con una operación de un cabaret en Lakewood, Washington. Como consecuencia Carey tuvo una defensa y un acuerdo, recibió una sentencia de 19 meses, la cual fue suspendida con la condición de que no hiciera otra ofensa durante un año.

### Carrera política
Mary Carey se presentó como candidata a gobernadora de California en 2003, donde finalmente ganó el actor Arnold Schwarzenegger. Su programa electoral incluía: gravar con impuestos los implantes de silicona y poner en marcha un programa con el eslogan Porno por Pistolas cuyo objetivo será retirar todas las armas de las calles.
Durante la elección para Gobernador de California en 2003, ella fue una candidata independiente, situándose en el décimo lugar de un total de 135 candidatos. Inició con diez (luego expandió a once) puntos de su plataforma, donde prometía lo siguiente:
- 1. Legalizar los matrimonios del mismo sexo.
- 2. Impuesto a los implantes de seno.
- 3. Hacer el lap-dance deducible de impuestos.
- 4. Alambrar la mansión del gobernador de California con webcams.
- 5. Crear el Programa "Pornografía por pistolas", reduciendo el número de armas.
- 6. Ser embajadora de buena voluntad para atraer negocios al estado.
- 7. Hacer los lineamientos del seguro de desempleado y hacer que la obligación del jurado sea su paga.
- 8. Luchar contra los ataques a la industria pornográfica por John Ashcroft y el Departamento de Justicia de los Estados Unidos.
- 9. Permitir que los bares estén abiertos desde las 4:00 AM.
- 10. Controlar la pandemia de sida.
- 11. Ayudar al sistema de prisión que está atestado y mal manejado.

## Controversias

### Pleito legal con Mariah Carey

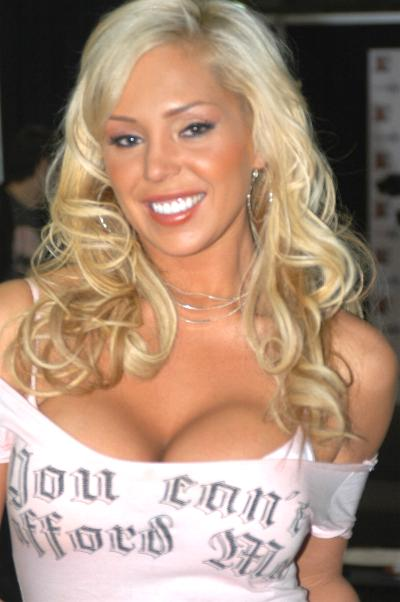
Carey en 2007.

A finales de 2006, la cantante Mariah Carey demandó a Mary Carey para evitar que registrase su nombre artístico que suena de forma similar al suyo, ya que los fanáticos podrían confundirse. Mary Cook, tomó el nombre de la famosa cantante en 2002 cuando comenzó a posar en importantes revistas y páginas web para adultos como inevitable juego de palabras, fama y por la asombrosa similitud que existe entre ellas. En octubre, un abogado de Mariah Carey envió a los representantes de Mary Carey una carta amenazando con tomar medidas legales si no abandonaba su solicitud. "Mary Carey y Mariah Carey comparten el mismo apellido y tienen el primer nombre muy similar", escribía el abogado Robert Becker. "La confusión entre el nombre de nuestra cliente y su nombre Mary Carey es probable". Además, pidió que Mary Carey use su nombre sólo para "entretenimiento adulto" y no cante o actúe como artista musical. "Este es un procedimiento técnico para detener el registro del nombre. Mariah Carey no tiene afiliación con Mary Carey", dijo la portavoz de Mariah Carey, Leslie Sloane-Zelnik. Finalmente, Mariah ganó el juicio.

## Filmografía
- 5 Guy Cream Pie#5
- Asses In The Air#4
- Busty Beauties#3
- Cruel Seductions
- Double Air Bags#11
- Girls School#4
- Hot Showers#6
- Just Sex#1
- Liquid Gold#9
- Sexy Movie (2002)
- Wolf Mother (2016)

## Premios
- 2013: Salón de la fama de AVN[4]